# Calamopteryx
Calamopteryx es un género de peces marinos actinopeterigios, distribuidos por la zona oeste y central del océano Atlántico y por el sudeste del océano Pacífico.

## Especies
Existen tres especies reconocidas en este género:
- Calamopteryx goslinei Böhlke y Cohen, 1966
- Calamopteryx jeb Cohen, 1973
- Calamopteryx robinsorum Cohen, 1973